# Claudiusbogen

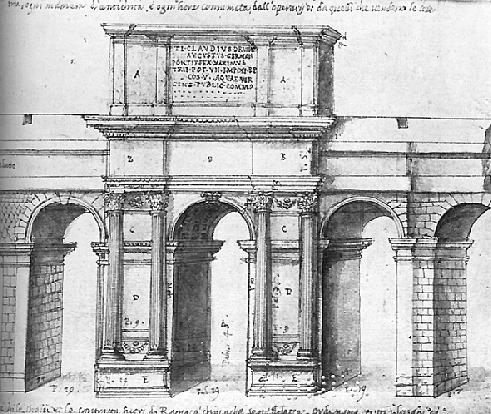
Zeichnung des Claudius-bogens von Pirro Ligorio, um 1575

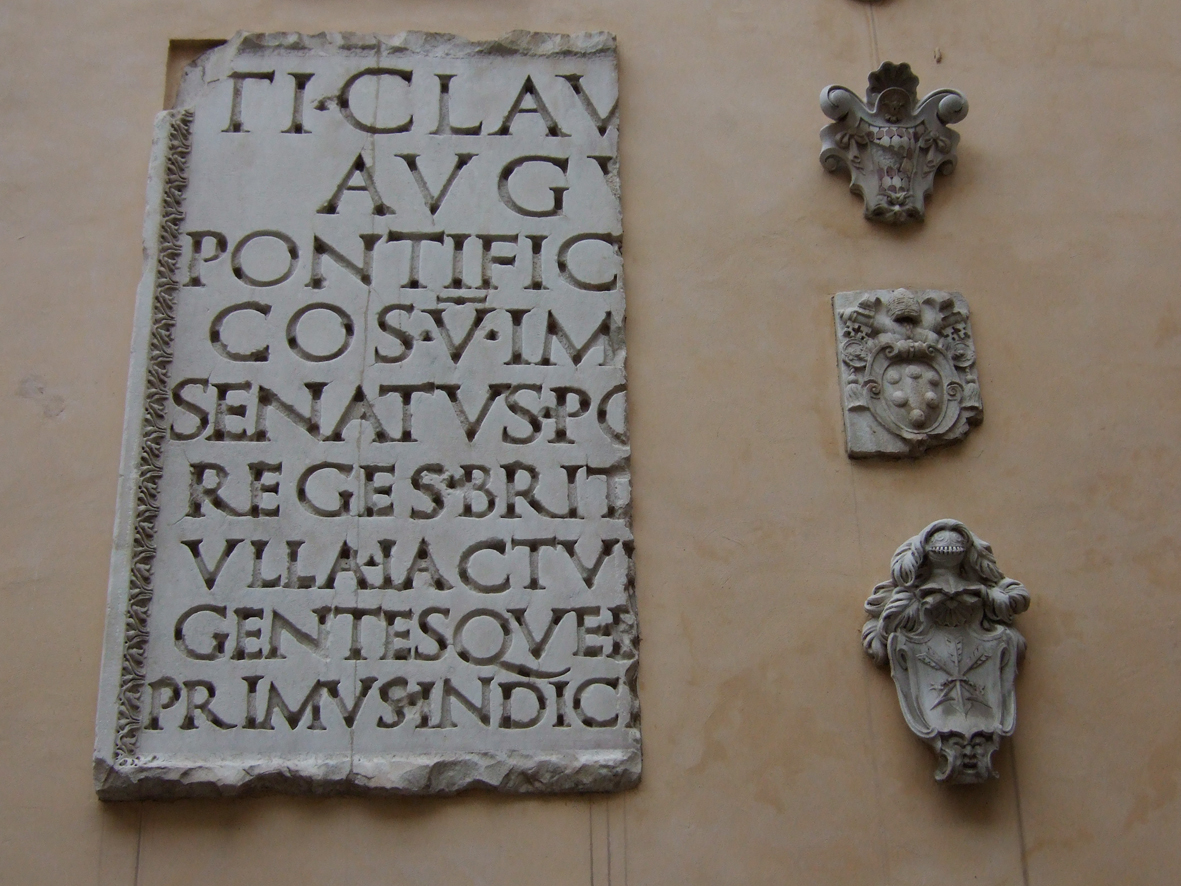
Fragmente des Claudiusbogens in den Kapitolinischen Museen

Der Claudiusbogen war ein antiker Triumphbogen in Rom. Der Arcus Claudii überspannte die Via Lata, die heutige Via del Corso, auf der Höhe der Piazza Sciarra, direkt hinter der Via del Caravita.
Der Bogen wurde im Jahr 51 oder 52 n. Chr., in Erinnerung an die Eroberung von Britannien 43 n. Chr. durch Kaiser Claudius, errichtet. Dazu wurde ein Bogen des Aquädukts der Aqua Virgo monumental ausgebaut.
Es handelte sich um ein einbogiges Bauwerk, dekoriert mit Statuen von Mitgliedern der kaiserlichen Familie. Ein großes Fragment der Inschrift befindet sich heute im Hof des Konservatorenpalast (Kapitolinische Museen). Weitere kleinere Überreste befinden sich in den Kapitolinischen Museen sowie in der Galleria Borghese.